# Badiera penaea
Badiera penaea är en jungfrulinsväxtart som först beskrevs av Carl von Linné, och fick sitt nu gällande namn av Dc.. Badiera penaea ingår i släktet Badiera och familjen jungfrulinsväxter. Inga underarter finns listade i Catalogue of Life.